# 2012-es kanadai labdarúgókupa
A 2012-es kanadai labdarúgókupa (angolul: Canadian Championship) volt a kanadai labdarúgókupa 5. szezonja. A sorozat 2012. május 2-án kezdődött és május 23-án ért véget. A döntő első mérkőzését a vancouveri BC Place Stadionban, míg a visszavágót a torontói BMO Fielden rendezték meg. A címvédő a Toronto volt. A trófeát újra a Toronto csapata szerezte meg, a kupa története során negyedik alkalommal.

## Lebonyolítás
| Kör      | Első mérkőzés | Második mérkőzés |
| -------- | ------------- | ---------------- |
| Elődöntő | május 2.      | május 9.         |
| Döntő    | május 16.     | május 23.        |

## Elődöntő
| 2012. május 2. 20:00 ETZ |

| Montréal | 0–0 | Toronto |
| -------- | --- | ------- |
|          |     |         |

| Olimpiai Stadion, Montréal, Québec Nézőszám: 13 405 Játékvezető: Paul Ward |

| 2012. május 9. 20:00 ETZ |

| Toronto              | 2–0 | Montréal |
| -------------------- | --- | -------- |
| Lambe 2' Johnson 38' |     |          |

| BMO Field, Toronto, Ontario Nézőszám: 15 016 Játékvezető: David Gantar |

A Toronto csapata győzött 2–0-ás összesítéssel.
| 2012. május 2. 20:00 MTZ |

| Edmonton | 0–2 | Vancouver Whitecaps   |
| -------- | --- | --------------------- |
|          |     | Hassli 18' Harris 41' |

| Commonwealth Stadion, Edmonton, Alberta Nézőszám: 3 700 Játékvezető: Carol Anne Chenard |

| 2012. május 9. 20:00 PST |

| Vancouver Whitecaps            | 3–1 | Edmonton  |
| ------------------------------ | --- | --------- |
| Le Toux 75' 88' Mattocks 90+3' |     | Pinto 54' |

| BC Place Stadion, Vancouver, Brit Columbia Nézőszám: 15 011 Játékvezető: Geoff Gamble |

A Vancouver Whitecaps csapata győzött 5–1-es összesítéssel.

## Döntő
| 2012. május 16. 19:00 PST |

| Vancouver Whitecaps | 1–1 | Toronto     |
| ------------------- | --- | ----------- |
| Hassli 90+1'        |     | Johnson 66' |

| BC Place Stadion, Vancouver, Brit Columbia Nézőszám: 14 878 Játékvezető: Drew Fischer |

| 2012. május 23. 20:00 ETZ |

| Toronto   | 1–0 | Vancouver Whitecaps |
| --------- | --- | ------------------- |
| Lambe 83' |     |                     |

| BMO Field, Toronto, Ontario Nézőszám: 13 777 Játékvezető: Silviu Petrescu |

A Toronto csapata győzött 2–1-es összesítéssel.